# Enfisema pulmonar
Un enfisema se define, en términos patológicos, por el agrandamiento permanente de los espacios aéreos distales a los bronquiolos terminales, con una destrucción de la pared alveolar, con o sin fibrosis manifiesta. Es una enfermedad crónica comprendida, junto con la bronquitis crónica, en la enfermedad pulmonar obstructiva crónica (EPOC). El nombre viene del griego emphysema, que significa ‘soplar el aire’ o ‘insuflar’.
El consumo de cigarrillos es la causa más común del enfisema. Se piensa que en los pulmones existe un equilibrio entre la síntesis y la degradación de elastina, un componente de la pared de los alvéolos fundamental para mantener las propiedades elásticas del pulmón. El enfisema aparece cuando se produce un desequilibrio, bien porque aumenta la capacidad elastolítica o porque disminuye la actividad antielastolítica. Se cree que el humo del tabaco y otros contaminantes provocan la liberación de productos químicos (fundamentalmente oxidantes) que dañan las paredes de los alvéolos. El daño empeora con el paso del tiempo. Las personas que padecen esta enfermedad tienen alvéolos pulmonares que son capaces de llenarse con aire fresco, pero no pueden expulsarlo fácilmente, lo cual afecta el suministro de oxígeno al cuerpo.
Una sustancia que existe naturalmente en los pulmones, llamada alfa 1-antitripsina (AAT), puede proteger contra este daño. La AAT, producida por los hepatocitos, es el inhibidor de proteasa más abundante del suero humano y la principal defensa del pulmón en contra de la elastasa. Las personas con deficiencia de alfa-1-antitripsina presentan mayor riesgo de padecer esta enfermedad.

## Epidemiología
El enfisema, como parte de la EPOC, es una enfermedad que afecta a un gran número de personas en todo el mundo. En 2016, el Estudio de Carga Global de Enfermedades informó una prevalencia de 251 millones de casos de EPOC en todo el mundo.  Alrededor del 90 % de las muertes por EPOC se producen en países de ingresos bajos y medios. La enfermedad pulmonar obstructiva crónica (EPOC) es la tercera causa de muerte en todo el mundo y causó 3,23 millones de muertes en 2019.
La prevalencia del enfisema en los Estados Unidos es de aproximadamente 14 millones, lo que incluye el 14% de los hombres blancos fumadores y el 3% de los hombres blancos no fumadores. La prevalencia es ligeramente menor entre las fumadoras blancas y los afroamericanos. Estos grupos de pacientes tienden a desarrollar enfisema después de un menor tiempo de exposición que otras poblaciones de pacientes.
Su incidencia está aumentando lentamente debido principalmente al aumento del tabaquismo y la contaminación ambiental. Otro factor que contribuye es la disminución de la mortalidad por otras causas, como las enfermedades cardiovasculares e infecciosas. Los factores genéticos también desempeñan un papel importante a la hora de determinar la posibilidad de limitación del flujo aéreo en los pacientes.
La gravedad del enfisema es significativamente mayor en la neumoconiosis de los trabajadores del carbón, y esto es independiente del tabaquismo.

## Signos y síntomas

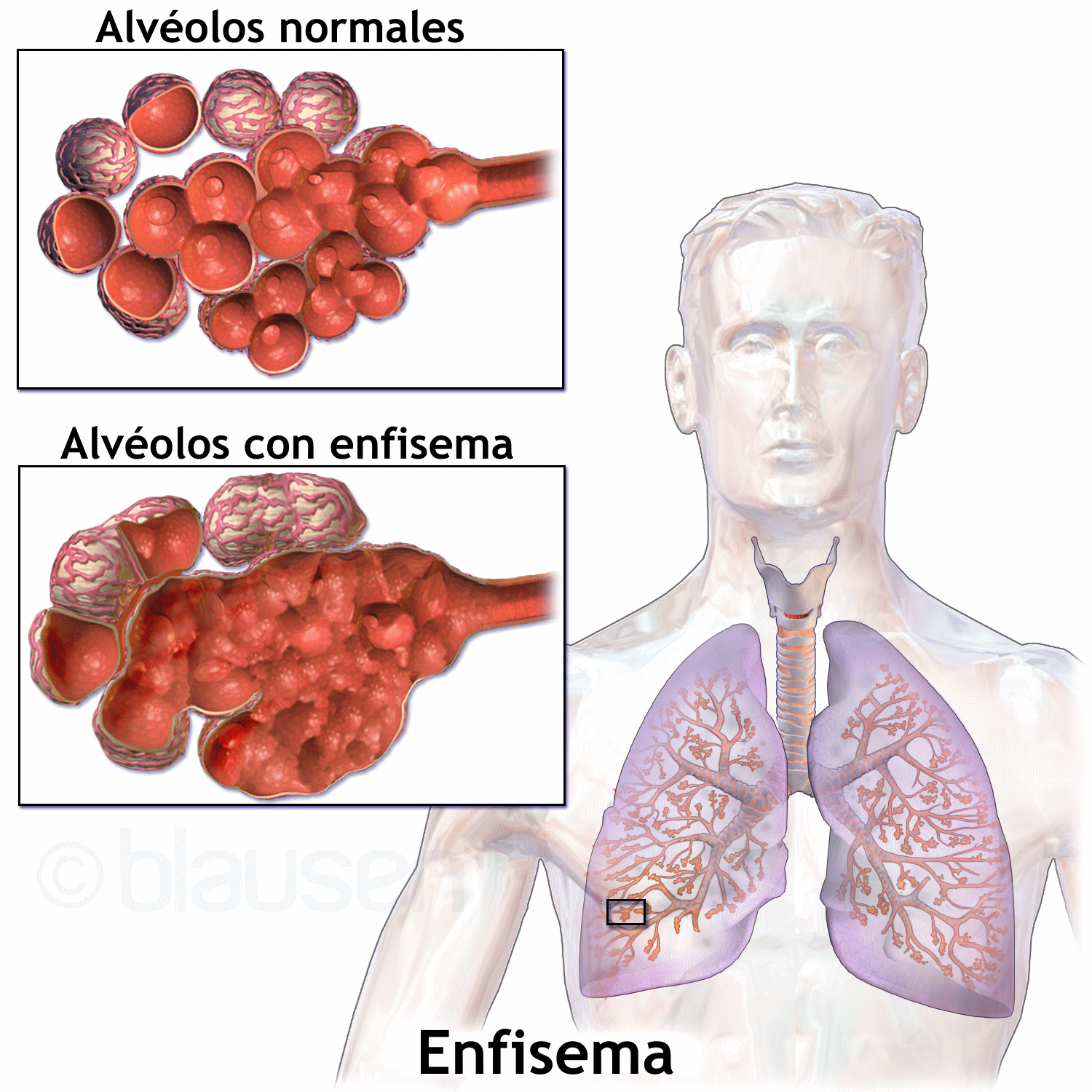

La mayor parte de los pacientes de enfisema son mayores de 40 años, con una prolongada historia de disnea (dificultad para respirar) al esfuerzo y tos no productiva. Estos pacientes presentan frecuentemente pérdida de peso, debido a la utilización de los músculos accesorios para respirar, mientras que los individuos sanos únicamente utilizan el diafragma para producir los movimientos ventilatorios.
El enfisema está caracterizado por pérdida de la elasticidad pulmonar, destrucción de las estructuras que soportan el alvéolo y destrucción de capilares que suministran sangre al alvéolo. El resultado de todo ello es el colapso de las pequeñas vías aéreas durante la respiración, conduciendo a una obstrucción respiratoria y a una retención de aire en los pulmones. Todos estos trastornos dan como resultado síntomas de disnea, inicialmente al esfuerzo aunque se hace evolutiva pudiendo llegar a tener incluso disnea de reposo. Pérdida de peso, ansiedad, edema y fatiga suelen acompañar en muchos casos. La tos y las sibilancias son mucho menos frecuentes que en la bronquitis crónica.
En los pacientes con enfisema los hallazgos característicos son taquipnea (aumento de la frecuencia respiratoria), una fase respiratoria disminuida debido a la retención de volúmenes de aire, tórax en posición inspiratoria (tórax en tonel), uso de los músculos accesorios de la respiración (sobre todo el esternocleidomastoideo) y respiración con labios fruncidos (soplando). En el examen radiológico, presentan los pulmones inflados, un diafragma deprimido y un aumento del diámetro posteroanterior (tórax en tonel).
Como presentan una tasa respiratoria elevada y un volumen inicial mayor, pueden mantener una saturación de la hemoglobina en valores casi normales. Por ello, generalmente no están cianóticos, refiriéndose a ellos como sopladores rosados, en contraposición a los pacientes con bronquitis crónica evolucionada que presentan frecuentemente cianosis, a los cuales se les denomina abotagados azules. En contraste con los pacientes con bronquitis crónica, los pacientes de enfisema tienen mayor riesgo de infecciones y cor pulmonale (insuficiencia cardíaca derecha).
La evolución clínica es una disminución progresiva de la función pulmonar y un incremento de la disnea.

## Causas
- Enfisema pulmonar hereditario. Causado por deficiencia de alfa-1 antitripsina, una antiproteasa de funciones críticas en el alvéolo. Las infecciones producen inflamación antigénica lo cual conduce a la liberación de proteasas (de macrófagos y células lisadas por inmunología celular). Normalmente, las proteasas así liberadas al alvéolo son neutralizadas por antiproteasas como α1-antitripsina. Secretada por los hepatocitos, la deficiencia de alfa-1 antitripsina por defecto genético conduce a la insuficiencia para proteger el tejido conectivo del pulmón de los efectos negativos de las proteasas.
- Enfermedad pulmonar obstructiva crónica. La producción de α1-antitripsina y otras antiproteasas es normal, pero la acumulación de proteasas es excesiva, por encima de la capacidad neutralizadora, causando enfisema. Los irritantes, en particular el humo del cigarrillo, producen activación de macrófagos y liberación de radicales libres los cuales inactivan la α1-antitripsina. La activación de la C5 convertasa del sistema del complemento, junto con la liberación de otros agentes quimotácticos que atraen a neutrófilos y eosinófilos, liberan más proteasas (así también lo hacen las bacterias si estuviesen presentes), agotan la concentración de antiproteasas locales, ocasionando el desequilibrio típico en el alvéolo enfisematoso que conlleva a la destrucción de las fibras elásticas del espacio interalveolar.

## Diagnóstico
La alteración fisiopatológica del enfisema y su repercusión sobre los volúmenes pulmonares se estudia con espirometría, que incluye la medición de los volúmenes estáticos pulmonares (capacidad vital, volumen de reserva inspiratoria y capacidad inspiratoria) y el estudio de la capacidad de difusión pulmonar. Otras herramientas diagnósticas incluyen la radiografía de tórax, la tomografía axial computarizada y la gasometría arterial.

## Patogenia
Como enfermedad pulmonar obstructiva que es, el proceso patogénico inicial es un proceso inflamatorio que produce estrechamiento de las vías respiratorias y de los espacios respiratorios distales. El humo del cigarrillo (así como otros irritantes) potencia esta respuesta inflamatoria, ya que contiene productos oxidantes que desencadenan la respuesta inflamatoria y el reclutamiento inicial de leucocitos neutrófilos (PMNs), que contienen serina elastasa y otras proteasas. El humo del tabaco también interfiere con la actividad ATT, al oxidar los residuos metionina de esta enzima, inactivando de esta forma su función antielastasa. Como consecuencia, la actividad elastasa de los PMNs no encuentra oposición, por lo que se incrementa la actividad elastolítica, destruyendo el tejido elástico de las paredes distales de las vías respiratorias. Esto produce una disminución de la capacidad de retracción elástica del pulmón, por lo que se facilita el colapso de las vías aéreas distales. Sin embargo, esta teoría sobre la patogénesis del enfisema requiere más datos que permitan validarla.

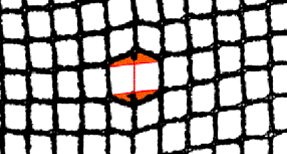
Una red elástica distendida en la superficie finita puede ofrecer un modelo bidimensional para comprender la consecuencia puramente mecánica de la rotura del tabique. En rojo está el espacio extra de la nueva cavidad después de la rotura del tabique, debido a la retracción elástica del pulmón, necesariamente a expensas del espacio de las mallas sano circundante (alvéolos).

Ruptura septal es la condición que conduce a deformaciones significativas de la arquitectura pulmonar El evento clave como consecuencia mecánica de la ruptura septal es que la cavidad resultante es mayor que la suma de los dos espacios alveolares (ver figura lateral); de hecho, debido a la falta de apoyo mecánico de la quebrada tabiques el retroceso elástico del pulmón aumenta aún más este nuevo espacio, necesariamente a expensas del parénquima sano circundante. En otras palabras, como consecuencia inmediata y espontánea de la ruptura septal, la elástica del pulmón retroceso expansión restablece parénquima sano en un nivel inferior, en proporción a la cantidad de interrupción del tabique.
Los estudios histopatológicos efectuados demuestran que la mayor parte de la inflamación tiene lugar en las vías respiratorias periféricas (bronquiolos) y en el parénquima pulmonar. Los bronquiolos están obstruidos por fibrosis y por infiltración de macrófagos y leucocitos (fundamentalmente linfocitos T CD8+). También existe un aumento de neutrófilos por respuesta a una previa liberación de mediadores de la inflamación como citocinas, quimiocinas y otros.
Normalmente el 25 % de la resistencia al flujo del aire en su paso por las vías respiratorias ocurre a nivel de los túbulos ≤ 3 mm, aumentándose al 80 % en esas vías para los pacientes con enfisema. Sumado a ello, la disminución de la elasticidad pulmonar y la destrucción de las paredes alveolares produce el cierre prematuro de las vías aéreas distales más periféricas.
Durante la inspiración, el aire vence la resistencia producida por el moco secretado por las sobreestimuladas células caliciformes, pero el aire queda atrapado en el alveolo sin poder vencer la obstrucción de moco durante la espiración. Eso crea los grandes espacios bullosos característicos del enfisema.

## Clasificación
Se distinguen principalmente 5 tipos de enfisema: centrolobulillar, panacinar, paraseptal, intersticial y tubuloso.

### Centrolobulillar
Se caracteriza porque el área afectada está en el lobulillo proximal, en especial por destrucción de los bronquiolos respiratorios y dilatación de los lóbulos superiores sin afectar a los alvéolos distales. Representa el 95 % de los casos de enfisema y la principal manifestación en los fumadores asociándose comúnmente con una bronquitis crónica.

### Panacinar
Es la forma más comúnmente asociada a una deficiencia de alfa-1 antitripsina y se caracteriza por involucrar al extremo ciego de los alvéolos de manera homogénea, más que a los bronquiolos respiratorios y acompañado de los característicos cambios destructivos. Es más frecuente en la base de los pulmones.

### Paraseptal
El enfisema paraseptal interesa prevalentemente a la parte periférica del lobulillo, vecina a la pleura creando grandes espacios aéreos en la región interlobulillar. Es más frecuente en el ápice pulmonar que en las bases y ocasionalmente se asocia con neumotórax espontáneo.

### Intersticial
El enfisema intersticial se caracteriza por la existencia de aire dentro del intersticio pulmonar, al que diseca; se localiza típicamente en las vainas peribroncovasculares, septos interlobulillares y pleura visceral. Se ve más frecuentemente en recién nacidos que reciben ventilación mecánica.

### Bulloso
El enfisema bulloso es la destrucción del parénquima pulmonar en forma de bullas, habitualmente sobre la base de un enfisema paraseptal o panacinar (véase también enfisema, bulla).